# Zelotes bokerensis
Zelotes bokerensis är en spindelart som beskrevs av Levy 1998. Zelotes bokerensis ingår i släktet Zelotes och familjen plattbuksspindlar.
Artens utbredningsområde är Israel. Inga underarter finns listade i Catalogue of Life.